# Alucita entoprocta
Alucita entoprocta là một loài bướm đêm thuộc họ Alucitidae. Loài này có ở Tanzania.